# クロスカウンター
クロス・カウンター（cross-counter） は、ボクシングにおけるカウンター・ブロウの一種で、選手両者が正対しているとき、相手の打撃に相前後して相手の顔面に打撃を加えるものである。相手が打ってくると同時に、多くの場合、相手の左（右）ストレートに合わせて、その左（右）ストレートの外側から右（左）フックを打撃するテクニック。右に対して左、もしくは左に対して右という風に両者の腕が交差することになるため、この名がある。成功すれば相手に与えるダメージは大きい（相手の打撃力を使えるというより、相手の防御反応を間に合わせない）が、失敗するリスクも高い、高等技術である。
後述する漫画の影響で誤解もあるが、実際の有効打として決まった場合においては相手のパンチをスリッピングなどでかわしていることがほとんどで相打ちを伴わないことの方が多い。
カウンターアタック#格闘技も参照。

## 解説
日本では、漫画およびアニメ『あしたのジョー』において、主人公の矢吹丈が得意としたことで有名になった。ライバル力石を倒すために師匠の丹下段平から伝授され、力石をはじめとするライバルとの戦いで物語中盤までドラマを彩る必殺技的な描かれ方をするが、実際の技とは微妙に異なり、相手のパンチを顔面で受けとめながら放つ、相打ち状のものであり、クロスカウンター＝相打ちという誤解を招いているケースも少なくない。
なお、「クロスカウンター」という言葉は、両者が初めて乱闘した折の、矢吹が放った右ストレートをかわしてから放たれた力石の右ストレートのシーンで初出した。右に対しての右であるからこれも実際のクロスカウンターとは言い難い。
また作中、対戦相手のウルフ金串はその技を破るべくカウンターのパンチを跳ねあげてさらにカウンターを打ち込む「ダブルクロスカウンター」なる技を繰り出したが、これに矢吹がさらにクロスカウンターをあわせた「トリプルクロスカウンター」ともども、こちらはほぼ架空の技の意味合いが強いといえよう。